# 岡崎英城
岡崎 英城（おかざき えいじょう、1901年〈明治34年〉1月10日 - 1989年〈平成元年〉2月18日）は、日本の内務官僚・政治家。

## 人物
東京帝国大学経済学部卒業後、内務省に入省。警察畑を歩み公職追放後の1955年（昭和30年）衆議院議員に東京4区から初当選（連続当選6回）。岸内閣の内閣官房副長官、労働・行政管理・通産の各政務次官、自民党東京都連幹事長などを歴任したが、入閣はできず1972年の衆院選で落選し政界を引退した。墓所は多磨霊園。

## 来歴
1901年（明治34年）1月10日、三重県津市出身。
水戸高校を卒業し、1928年（昭和3年）に東京帝国大学経済学部経済学科卒業・高等文官試験行政科に合格する。
1929年（昭和4年)、内務省警視庁に入庁。1935年（昭和10年）に特別警備隊長となる。1940年（昭和15年）、特別高等警察特高二課長となる。1944年（昭和19年）に特別高等警察部長となる。1945年（昭和20年）内務省警備局保安課長を務める。
1946年（昭和21年）、戦後、公職追放となる（1952年（昭和27年）まで）。
1953年（昭和28年）に第26回衆議院議員総選挙東京4区落選（自由党吉田派）。
1955年（昭和30年）、第27回衆議院議員総選挙初当選（日本民主党）。1957年（昭和32年）、第1次岸改造内閣で内閣官房副長官（事務）となる。
1958年（昭和33年）に第28回衆議院議員総選挙当選（自由民主党）。1960年（昭和35年）の7月には第1次池田内閣で労働政務次官となり、同年11月に第29回衆議院議員総選挙で当選する。1961年（昭和36年）、第2次池田第1次改造内閣で行政管理政務次官として務める。
1963年（昭和38年）に第30回衆議院議員総選挙当選。1964年（昭和39年）の7月に第3次池田改造内閣で通商産業政務次官となる。同年11月、第1次佐藤内閣で通商産業政務次官として務める。
1967年（昭和42年)、第31回衆議院議員総選挙当選。2年後の1969年（昭和44年)に第32回衆議院議員総選挙当選。
1971年（昭和46年）、勲一等瑞宝章受章。
1972年（昭和47年）、第33回衆議院議員総選挙次点。落選を機に引退する。
1989年（平成元年）2月16日に死去。88歳没。

## 家族
- 父 - 岡崎貞伍（海軍中将)
- 母 - 綾女

## 元秘書
- 小倉基（渋谷区長、東京都選挙管理委員会委員長）

## 栄典

### 位階
- 従三位

### 勲章等
- 勲一等瑞宝章（現・瑞宝大綬章）